# Moraea namibensis
Moraea namibensis är en irisväxtart som beskrevs av Peter Goldblatt. Moraea namibensis ingår i släktet Moraea och familjen irisväxter. Inga underarter finns listade i Catalogue of Life.